# 술탄 이브라힘 스타디움
술탄 이브라힘 스타디움(말레이어: Sultan Ibrahim Stadium)은 말레이시아 조호르주에 있는 다목적 경기장으로 조호르 다룰 탁짐의 홈 구장으로 사용되고 있다.
수용 인원은 40,000명이다.